# Nouri
Pour les articles homonymes, voir Nouri (homonymie).

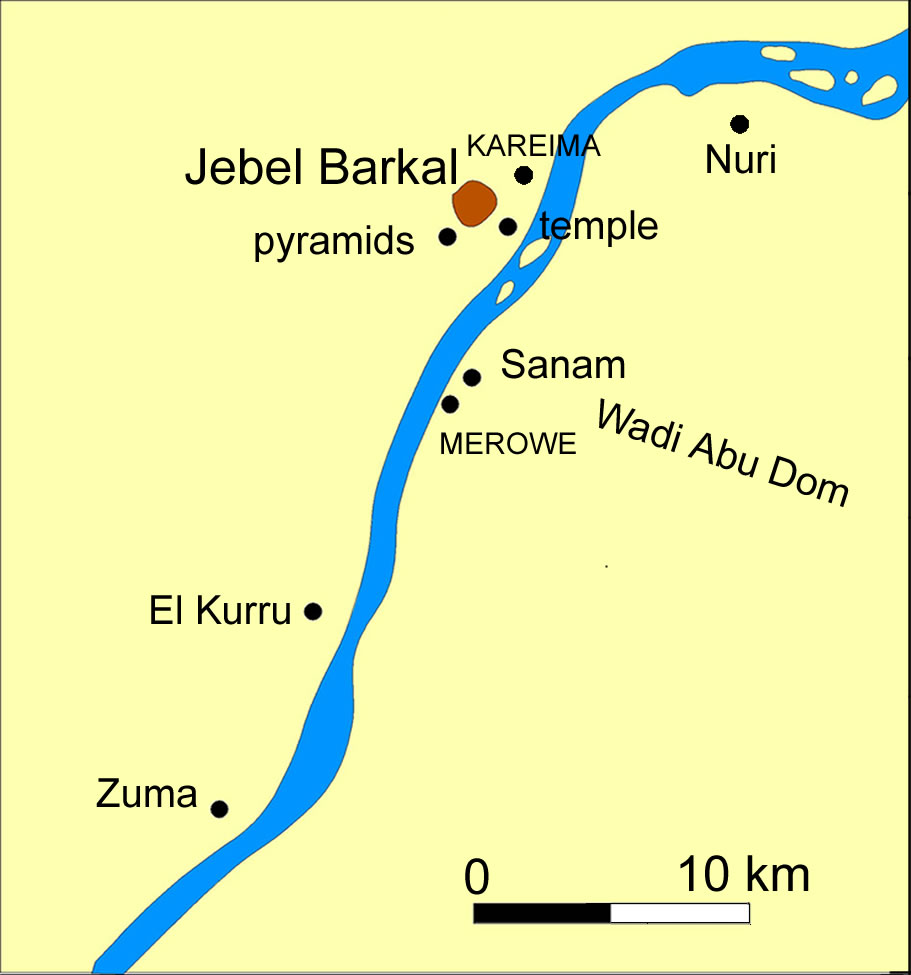
Gebel Barkal, el-Kourrou et Nouri

Nouri est une des nécropoles des souverains koushites. Elle est située à une dizaine de kilomètres à l'est du Gebel Barkal sur l'autre rive du Nil. C'est Taharqa, le cinquième roi de Napata, qui a décidé d'y faire construire sa pyramide plutôt qu'à el-Kourrou pour des raisons religieuses, ayant découvert qu'à certaines dates l'emplacement et l'orientation de la pyramide y favorisaient des effets de soleil telle que l'ombre portée du Gebel Barkal. Elle a ensuite été utilisée par les septième à vingt-troisième puis vingt-cinquième à vingt-septième rois de Napata en alternance avec la nécropole d'el-Kourrou.
George Andrew Reisner y a dirigé des fouilles, de 1913 à 1932, pour le compte de l'université Harvard et du musée des Beaux-Arts de Boston, dont les résultats ont été publiés par son assistant.
Les pyramides de Nouri ainsi que tous les autres monuments autour du Gebel Barkal ont été répertoriés en 2003 par l'UNESCO sur la liste du patrimoine mondial.

## Pyramides de Nouri
| Numéro | Occupant           | Commentaire |
| ------ | ------------------ | --- |
| Nu 1   | Taharqa            | |
| Nu 2   | Amanistabara-qo    | |
| Nu 3   | Senkamenisken      | |
| Nu 4   | Siaspi-qo          | |
| Nu 5   | Malonaqen          | |
| Nu 6   | Anlamani           | Sa chambre mortuaire contenait encore un grand sarcophage de granit orné d'inscriptions                                                     |
| Nu 7   | Karakamani         | |
| Nu 8   | Aspelta            | Deuxième plus grande pyramide. Sa chambre mortuaire contenait encore un grand sarcophage de granit orné d'inscriptions et décoré de reliefs |
| Nu 9   | Aramatle-qo        | |
| Nu 10  | Amaninataqilebtê   | |
| Nu 11  | Malowijebamani     | |
| Nu 12  | Arikamaninote      | |
| Nu 13  | Harsijotef         | |
| Nu 14  | Achariten          | |
| Nu 15  | Nastasen           | |
| Nu 16  | Talachamani        | |
| Nu 17  | Baskakeren         | |
| Nu 18  | Analmaaje          | |
| Nu 19  | Nasakhma           | |
| Nu 20  | Atlanersa          | |
| Nu 21  | Reine              | Nom inconnu, peut-être Takahatenamon selon George Andrew Reisner                                                                            |
| Nu 23  | Reine ? Masalaye   | |
| Nu 24  | Reine Nasalsa      | Mère d'Anlamani et d'Aspelta ; sa chambre mortuaire est richement décorée                                                                   |
| Nu 25  | Reine ? Maletaral  | |
| Nu 26  | Reine Amanitakaye  | Épouse d'Aramatle-qo et mère de Malonaqen                                                                                                   |
| Nu 27  | Reine Madiken      | Épouse d'Anlamani |
| Nu 28  | Reine Henuttachebi | Épouse d'Aspelta |
| Nu 29  | Reine Pianchqew-qa | Incertain |
| Nu 30  | inconnu            | |
| Nu 31  | Reine Sakaye       | |
| Nu 32  | Reine Achrasan     | |
| Nu 33  | Reine              | Nom inconnu |
| Nu 34  | Reine Henutirdis   | |
| Nu 35  | Reine              | Nom inconnu |
| Nu 36  | Reine Atachebasken | Épouse de Taharqa |
| Nu 37  | Reine              | Nom inconnu |
| Nu 38  | Reine              | Nom inconnu |
| Nu 39  | Reine Maletasen    | Épouse d'Aramatle-qo |
| Nu 40  | Reine Makmale      | |
| Nu 41  | Reine Maletetaral  | Épouse d'Atlanersa |
| Nu 42  | Reine Asata        | Épouse d'Aspelta |
| Nu 43  | inconnu            | |
| Nu 44  | Reine Batahaliye   | Épouse d'Harsijotef |
| Nu 45  | inconnu            | |
| Nu 46  | inconnu            | |
| Nu 47  | inconnu            | |
| Nu 49  | inconnu            | |
| Nu 50  | inconnu            | |
| Nu 51  | inconnu            | |
| Nu 52  | inconnu            | |
| Nu 53  | Reine Yeturow      | Épouse d'Atlanersa |
| Nu 54  | Reine              | Nom inconnu |
| Nu 55  | Atamataka          | Épouse d'Aramatle-qo |
| Nu 56  | inconnu            | |
| Nu 57  | Reine Pianchher    | |
| Nu 58  | Reine Artaka       | Épouse d'Aspelta |
| Nu 59  | Reine Malaqen      | Épouse (?) de Taharqa |
| Nu 60  | Reine              | Nom inconnu |
| Nu 61  | Reine Atasamalo    | Mère d'Harsijotef |
| Nu 71  | inconnu            | |
| Nu 71  | inconnu            | |
| Nu 73  | inconnu            | |
| Nu 74  | Pyramide ?         | |
| Nu 75  | inconnu            | |
| Nu 76  | inconnu            | |
| Nu 77  | Pyramide ?         | |
| Nu 78  | inconnu            | |
| Nu 79  | inconnu            | |
| Nu 80  | Pyramide ?         | |
| Nu 81  | inconnu            | |
| Nu 82  | inconnu            | |